# Peter Christoph von der Osten
Peter Christoph von der Osten (født 13. marts 1659 på Woldenburg i Bagpommern, død 18. april 1730 i Minden) var en tysk-dansk hofembedsmand.
Osten var søn af Otto Christoph von der Osten af linjen Wisbu og Eva Erdmuth von Zitzwitz og fødtes 13. marts 1659 på Woldenburg i Bagpommern. Som sine yngre brødre Jacob Frants von der Osten og
Otto Frederik von der Osten trådte han i dansk tjeneste, blev 1679 fænrik i Wedells Infanteriregiment, 1684 sekondløjtnant ved Prins Frederiks Regiment, stod derpå ved hæren i Norge og udnævntes 1682 til generaladjudant-løjtnant ved den norske generalstab og 1685
til generaladjudant.
1688 blev han oberstløjtnant, og 1690 ansattes han ved Marschalcks nationale Dragoneskadron. 1693 blev han oberst af infanteriet, kom samme år til København og foretog i efteråret en rejse til Holland for at ordne prinsessen af Trémouilles (grev Anton af Aldenburgs enkes) sager. Samme år udnævntes han til hofkøgemester og opvartede som sådan ved festlighederne i anledning af kronprins Frederiks formæling 1695.
1697 blev han hofmarskal og tog samme år sin afsked fra militærtjenesten. Efter Adam Levin Knuths død i begyndelsen af 1699 søgte han i lighed med denne at tiltage sig større myndighed, men fik påmindelse af kongen og Christian Siegfried von Plessen om at holde sig inden for sine forrige grænser. I august tog han sin afsked og forlod landet, hvorefter han samme år af kongen af Preussen udnævntes til gehejmeråd og 1715 til regeringspræsident i det ved Freden i Osnabrück til fyrstendømme ophøjede højstift Minden. Han døde 18. april 1730 i Minden.
Osten ægtede 1691 i København Louise Benedicte von Reichow (f. 10. oktober 1670 i Hannover, d. 5. februar 1755 i Bremen), datter af kur-hannoveransk overhofmarskal von Reichow.